# Gentiana frigida
Gentiana frigida es una especie de planta herbácea del género Gentiana que pertenece a la familia de las gentianáceas. Es originaria de los Cárpatos.

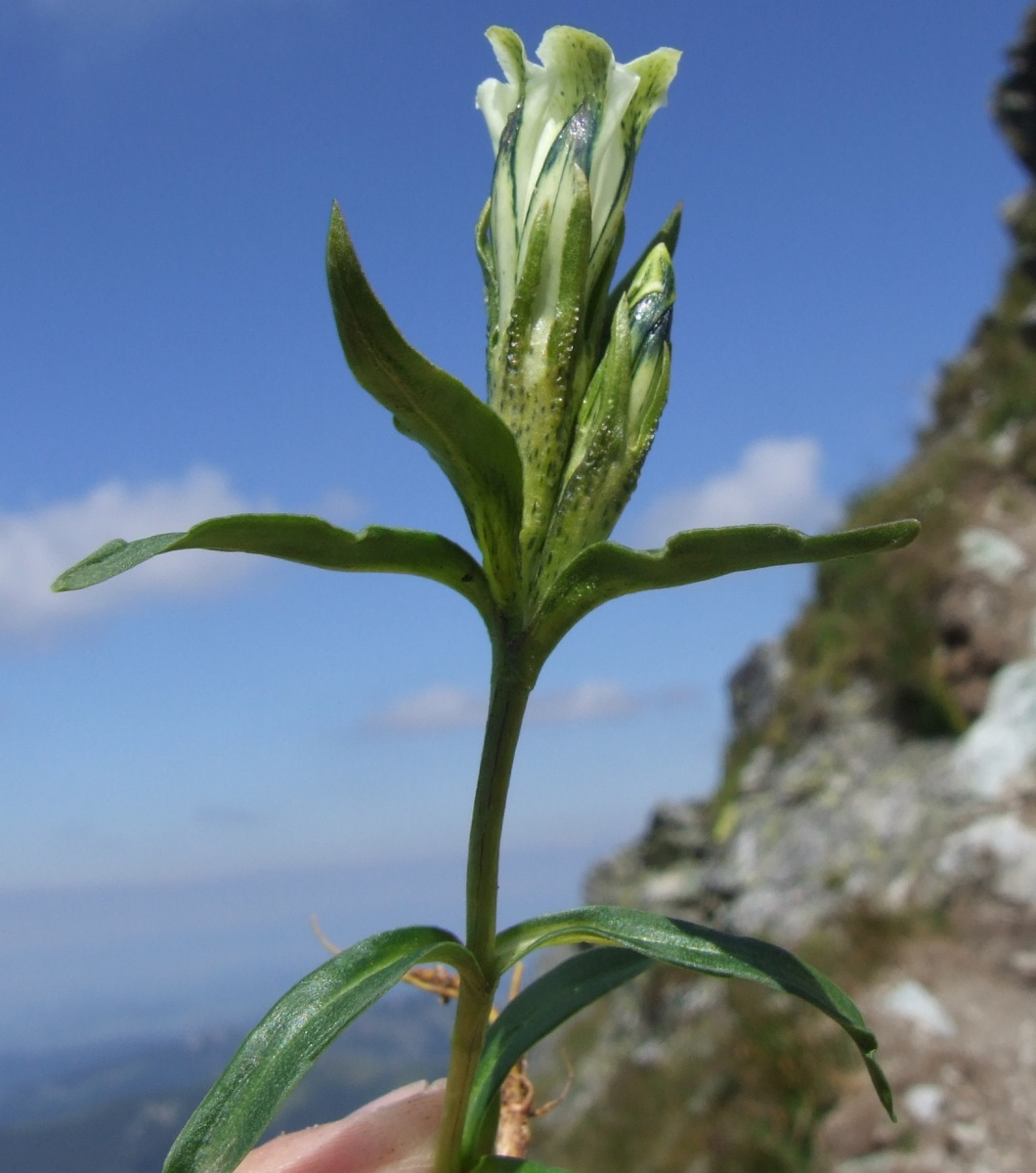
Vista de la flor

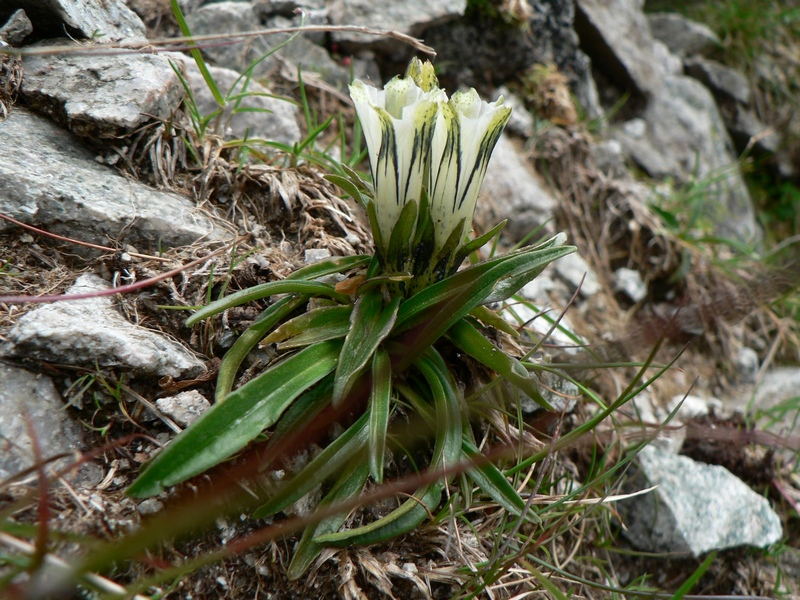
En su hábitat

## Distribución
La especie alcanza una altura de hasta 5-15 cm. Los tallos son erectos y suelen llevar una simple (raramente tres) flores. Las hojas están colmados en la base del tallo en una roseta. Son lineales a lanceoladas, y gruesas. Las hojas inferiores son corto pecioladas, las superiores están asentadas.
Las flores son individuales y terminales, o de una a tres en la axila de las hojas superiores. Los sépalos son  casi tan largos como el tubo del cáliz. La corona es de color blanco, azul claro con rayas  amplias y puntos azules en la garganta. La corona tiene forma de campana con la forma de embudo.

## Distribución y hábitat
Tiene su área de distribución principal en los Cárpatos. En los Alpes orientales, se producen sólo en la Alta Estiria, en el Hohe Tauern. Crece en los acantilados rocosos y como pasto alpino en suelos calizos en alturas de 2400 metros.

## Taxonomía
Gentiana frigida fue descrita por  Thaddeus Peregrinus Haenke y publicado en Collectanea 2: 13. 1789.
Etimología
Gentiana: Según Plinio el Viejo y Dioscórides, su nombre deriva del de Gentio, rey de Iliria en el siglo II a. C., a quien se atribuía el descubrimiento del valor curativo de la Gentiana lutea.
frigida: epíteto latíno que significa "fría, helada".
Sinonimia
- Ciminalis algida Bercht. & J.Presl
- Ciminalis frigida Bercht. & J.Presl
- Dasystephana frigida (Haenke) Zuev
- Gentiana albiflora Lam.
- Gentiana nikoensis Franch. & Sav.
- Gentianodes frigida (Haenke) Á.Löve & D.Löve
- Pneumonanthe algida F.W.Schmidt
- Pneumonanthe frigida F.W.Schmidt
- Xolemia albiflora Raf.[5]